# مدرسه و کلیسای رفیع
مدرسه و کلیسای رفیع مربوط به دوره پهلوی است و در قزوین، خیابان طالقانی واقع شده و این اثر در تاریخ ۱۱ مرداد ۱۳۸۴ با شمارهٔ ثبت ۱۲۵۹۷ به‌عنوان یکی از آثار ملی ایران به ثبت رسیده است.